# Reserva Balneario El Cristal
La Reserva Balneario El Cristal es un área protegida que abarca una superficie de 15 ha. situada en cercanías de la localidad  de Calchaquí en el departamento Vera, hacia el centro-este de la provincia de Santa Fe, Argentina, en torno aproximadamente a la posición 30°01′S 60°03′O / -30.017, -60.050.

## Características generales
El Balneario El Cristal integra un área protegida de algo menos de 12 000 ha. en conjunto con las vecinas reservas provinciales La Norma, El Estero, Don Guillermo y Loma del Cristal, en torno a la laguna El Cristal.
El área protegida fue creada mediante la Resolución Ministerial 105/92 del año 1992, con el objetivo específico de preservar la flora y la fauna autóctonas, conformando un espacio apto para el desarrollo de actividades educativas, de observación de flora y fauna y recreativas.
En los alrededores de la laguna se han encontrado piezas cerámicas y otras evidencias arqueológicas que sugieren la presencia estable de comunidades prehispánicas en la zona, posiblemente de la cultura de los ribereños plásticos.

## Flora y fauna
La reserva protege un pequeño sector natural que conserva especies típicas de monte chaqueño, entre ellas el viraró (Ruprechtia salicifolia), guaraniná (Sideroxylon obtusifolium), mistol (Ziziphus mistol) y algarrobos (Prosopis), en algunos casos con epífitas alojadas en sus troncos.
Pese a su escasa superficie, el área se destaca por su variedad ornitológica. Se han registrado ejemplares de cuervillo de cañada (Plegadis chihi), garza mora (Ardea cocoi), jote cabeza negra (Coragyps atratus), tuyuyú (Mycteria americana), pollona azul (Porphyrio martinicus), tero real (Himantopus mexicanus), yerutí común (Leptotila verreauxi), picaflor de barbijo (Heliomaster furcifer), carpintero blanco (Melanerpes candidus),tacuarita azul (Polioptila dumicola) y cardenal común (Paroaria coronata), además de varias tiránidas, entre ellas la viudita blanca (Fluvicola albiventer) y varias furnáridas como el chinchero grande (Drymornis bridgesii), entre otras.
Se encuentran mamíferos como el aguará popé (Procyon cancrivorus) y el carpincho (Hydrochoerus hydrochaeris), entre otros.